# В паутине
В паутине (англ. A Tangled Web) — роман канадской писательницы Люси Мод Монтгомери, прославившейся детским произведением «Аня из Зелёных Мезонинов». «В паутине» — одна из немногих её книг для взрослой аудитории, наряду с «Лазоревый замок», в жанре семейной саги о двух семьях из трёх поколений.
Книга не приобрела успеха, как предыдущие работы Монтгомери и вышла после Биржевого краха 1929 года. Произведение выросло из опубликованного прежде рассказа «Разделившийся дом» (A House Divided Against Itself) на страницах журнала «The Canadian Home Journal» в марте 1930 года. Семья Пенхоллоу упоминается также в главе «Победа Люсинды» из книги «Хроники Авонлеи» (1912).

## Сюжет
Бездетная вдова Ребекка Дарк (в девичестве Пенхоллоу) узнаёт о приближающей смерти и организует семейную встречу. Члены семей Дарков и Пенхоллоу не осмеливаются в её присутствии проявлять своё недружелюбие по отношению друг к другу. Тётушка Беки, как все её называет, зачитывает написанный ею некролог и завещание. Многие недовольны её решением. Последним пунктом упоминается старинный кувшин Дарков — драгоценная фамильная реликвия, пусть и не представляющая высокую денежную или художественную ценность. Тётя Беки объявляет, что имя достойного наследника станет известно через год из конверта, который она запечатывает.
В следующем году тётя Бекки умирает, и члены семьи стараются жить согласно пожеланиям тёти Бекки, но борются за реликвию и открывают неизвестные стороны себя. Судьбы 60 представителей из каждого рода переплетаются, как нити паутины.
Жених молодой Гэй Пенхоллоу поверхностный Ноэль Гибсон бросает её ради коварной Нэн Пенхоллоу. Страдающая из-за разрыва Гэй знакомится с доктором Роджером Пенхоллоу, который старше её на 14 лет. Когда Ноэль пытается вернуть Гэй, она понимает, что её прежнее увлечение меркнет рядом с любовью к Роджеру.
Донна Дарк и Питер Пенхоллоу с детства не выносили друг друга и неожиданно влюбились. Их планы о свадьбе разрушает вмешательство членов семей, которые распаляют гнев во влюблённых. Питер уезжает в Южную Америку. Вернувшись, он спасает Донну из пожара, они женятся и уезжают в Африку.
Жослин и Хью Дарк не провели вместе свою первую брачную ночь после признания Жослин в любви к лучшему другу мужа Фрэнку Дарку. Супруги не видятся 10 лет. Когда приезжает Фрэнк, Жослин понимает напрасность своих чувств к нему и сожалеет, что отвергла Хью. После разговора со свекровью Жослин понимает что Хью всё ещё любит её, и возвращается к мужу.
Старая дева и портниха Маргарет Пенхоллоу соглашается выйти замуж за Пенни Дарка, чтобы повысить шансы заполучить кувшин. Маргарет не любит Пенни, но мечтает о собственном доме; Пенни доволен своей жизнью холостяка. Всё же, он решает разорвать помолвку и удивляется радости Маргарет по данному поводу. Она продаёт унаследованное от тёти Бекки первое издание «Путешествие Пилигрима» и на вырученные деньги покупает дом. Туда она переезжает с усыновлённым сиротой Брайаном.
В конце концов, ответственный за оглашение имени из конверта Денди Дарк признаётся, что его свиньи съели последние наставления тёти Бекки. Пока члены семьи спорят об обладании кувшином, ненормальный Освальд Дарк уничтожает его.